# Schloss Kuhna

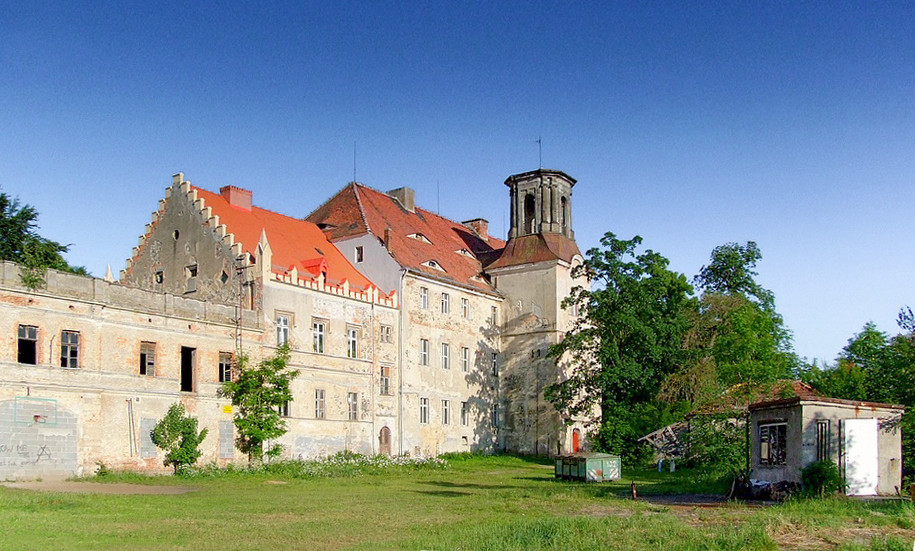
Ruine von Schloss Kuhna

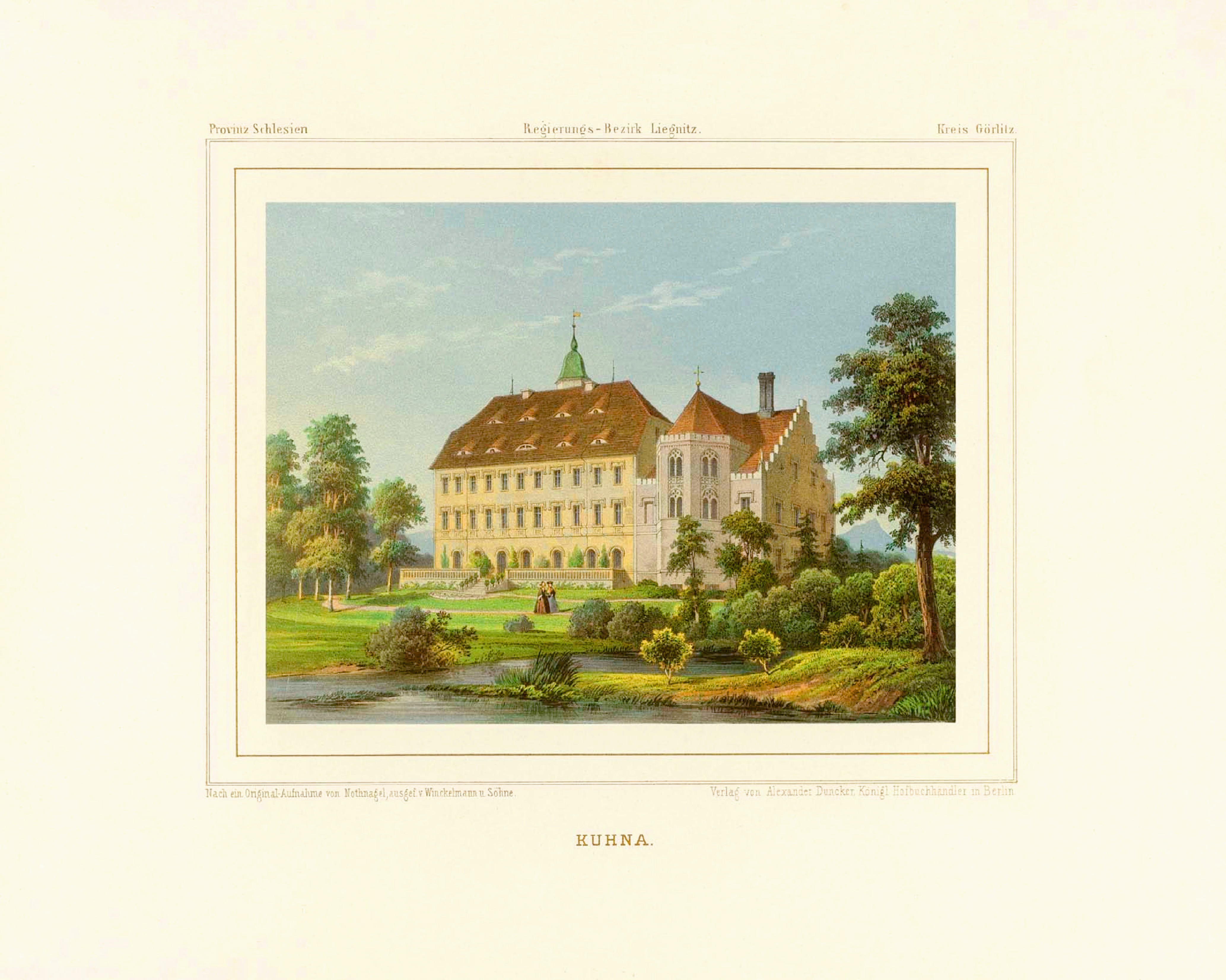
Lithografie des Schlosses Kuhna, 1860–61, Sammlung Alexander Duncker

Das Schloss Kuhna (polnisch Pałac w Kunowie) ist die Ruine eines Schlosses in Kuhna (Kunów), Powiat Zgorzelecki, Polen.

## Geschichte
Das Gut zu Kuhna war schon vor 1390 in Besitz derer von Gersdorff, ab 1538 in Besitz derer von Warnsdorf, die 1579 ein Renaissanceschloss mit umgebendem Wassergraben errichten ließen. Im Jahr 1662 wurde das Schloss um einen Nordflügel erweitert. Später war es in Besitz derer von Holtzendorff und derer von Uechtritz, die das Schloss barock umbauen ließen. Im Jahr 1824 wurde das Schloss modernisiert und ab 1852 mit Fensterverdachungen und einem Zinnenkranz neogotisch überformt.
Nachdem die Region an die Volksrepublik Polen gefallen war, wurde eine auf Schloss und Gut eine PGR errichtet.

## Architektur
Der älteste Teil der Anlage ist das zweigeschossige Schloss. Davor befindet sich ein Turm mit barockem Aufsatz, dessen Turmhelm nach 1945 abgetragen wurde. Das Säulenportal des Schlosses hat einen Fries mit den Familienwappen derer von Warnsdorf, von Rechenberg, von Schaffgotsch und von Zedlitz. Im Tympanon über dem Portal befindet sich eine Vanitas-Darstellung.
Östlich des Schlosses befindet sich eine Kapelle. In der Nähe des Palastes befindet sich ein Komplex von Wirtschaftsgebäuden, bestehend aus drei Nebengebäuden, einem Getreidespeicher und Nebengebäuden. Hinter dem Palast befinden sich die Überreste des Landschaftsparks.